# ودریک لئوناردو
ودریک لئوناردو (انگلیسی: Veddriq Leonardo; ۱۱ مارس ۱۹۹۷) سنگ‌نورد اهل اندونزی است.